# Ecclisomyia conspersa
Ecclisomyia conspersa är en nattsländeart som beskrevs av Banks 1907. Ecclisomyia conspersa ingår i släktet Ecclisomyia och familjen husmasknattsländor. Inga underarter finns listade i Catalogue of Life.